# Faaite (atolón)
Faaite es un atolón del archipiélago de las Tuamotu en Polinesia Francesa. Está administrativamente vinculado a la comuna de Anaa.

## Geografía
Faaite se encuentra a 15 km al oeste de Tahanea, el atolón más cercano a la isla, así como a418 km al nordeste de Tahití. Tiene de forma ovalada con 26 km de longitud y 12 km de anchura máxima, con un área de superficie terrestre 9 km². Su laguna es de 227 km² y es accesible por un paso artificial, llamado "Teporihoa" excavado al oeste, cerca del pueblo de Hitianau.
En 2012, el atolón estaba poblado por 401 habitantes que viven principalmente en Hitianau.

## Historia
La primera mención del atolón por un europeo fue hecha en 1803 por el navegante inglés John Buyers. Más tarde fue visitado por Fabian Gottlieb von Bellingshausen, el 16 de julio de 1820 dándole a la isla el nombre de Miloradowitch.
En el siglo XIX se convirtió en territorio francés, poblada alrededor de 150 habitantes, que vivían de una pequeña producción de aceite de coco.